# La Revue politique et littéraire
La Revue politique et littéraire, est une publication périodique française, fondée en 1863 à Paris, publiée sous des titres divers jusqu'en 1939. 

## Histoire de la revue
D'abord publiée par Germer Baillière et dirigée par Odysse Barot sous le titre Revue des cours littéraires de la France et de l'étranger à partir de décembre 1863 en format hebdomadaire, vendue 30 centimes, elle a la particularité de reproduire les cours du Collège de France, ceux de la Sorbonne, et d'autres universités françaises et étrangères, ainsi que des conférences libres données en province. Elle est l’équivalent littéraire de la Revue des cours scientifiques de la France et de l’étranger, dite « revue rose » (du fait de la couleur de sa couverture), fondée quasiment en même temps par le même éditeur.
En 1871, tout en gardant son sous-titre originel, elle devient La Revue politique et littéraire reprise et dirigée par Eugène Yung (1827-1887) et Émile Alglave (1842-1928). Une précédente série sous le même titre avait été publiée à Paris en 1868-1869, par Paul Challemel-Lacour.
En 1886, le nom de Revue bleue est ajouté, pour la distinguer de La Revue scientifique (la Revue Rose). En mai 1900, la Librairie C. Reinwald & Schleicher frères, devient l'éditeur de la revue.
D'abord hebdomadaire, cette revue culturelle devient bimensuelle, puis mensuelle.
Après Yung, elle fut dirigée par Félix Dumoulin (?-?), puis par Paul Flat (1864-1918), de 1908 à 1918. Son dernier directeur fut Paul Gaultier, qui, à partir de 1934, l'intitule simplement Revue bleue politique et littéraire,.
Le titre disparaît en 1939.

## Contributions notoires
- le pasteur Edmond de Pressensé, parlementaire de centre gauche, puis sénateur, qui y tiendra une chronique régulière, « La Semaine politique », de 1873 à 1891.
- Théodore de Wyzewa qui y a livré un texte sur Frédéric Nietzsche, Frédéric Nietzsche : le dernier métaphysicien, en 1891.
- Maxime Gaucher et Paul Desjardins qui y publièrent leurs premiers articles.
- Lucien de Vissec qui y commença sa carrière de journaliste en y publiant entre 1902 et 1904, neuf études géopolitiques ou littéraires.
- Victor Henry qui y publia les six articles de la série « L'Histoire avant l'Histoire » pendant la période 1904-1907.

## Autres collaborations
- Gustave Belot[7]
- Charles Bigot
- Robert de Bonnières
- Ferdinand Brunetière
- Léon Cahun
- Paul Deschanel
- Eugène Despois[8]
- René Doumic
- Émile Faguet
- René Guénon
- Louis Léger
- Charles Maurras
- Joseph Reinach
- Marc Réville
- Leopold von Sacher-Masoch